# لسلی بوهم
لسلی بوهم (انگلیسی: Leslie Bohem؛ زادهٔ ۲۵ سپتامبر ۱۹۵۱ ‏(۷۳ سال)) یک فیلم‌نامه‌نویس اهل ایالات متحده آمریکا است.